# Natriumbutyrat
Natriumbutyrat ist ein weißes hygroskopisches Natriumsalz der Buttersäure. Es hat einen unangenehmen Geruch und ist stabil gegenüber Licht und Hitze.

## Synthese
Natriumbutyrat kann durch Salzbildungsreaktion aus Natriumhydroxid und Buttersäure hergestellt werden.

## Verwendung
Natriumbutyrat findet als Zusatzstoff für Tierfuttermittel Verwendung. Es wird in der Medizin als Nährstoff für Darmzellen eingesetzt, und es beschleunigt die Regeneration der Darmschleimhaut. Ferner beeinflusst es das Wachstum von Darmkrebszellen und ist unter dem Namen Sobutir® im Handel.
Untersuchungen haben ergeben, dass Natriumbutyrat möglicherweise für die Behandlung von spinaler Muskelatrophie geeignet sein könnte. Zur Prophylaxe der radiogenen Proktitis wurde es von der Europäischen Kommission unter der Nummer EU/3/05/284 in das Gemeinschaftsregister für Arzneimittel für seltene Leiden eingetragen.